# Shamo – The Ultimate Fighter
Shamo – The Ultimate Fighter (chinesisch 軍雞 / 军鸡, Pinyin Jūnjī, Jyutping gwan1 gai1) ist ein chinesischer Martial-Arts-Film von Pou-Soi Cheang aus dem Jahr 2007. Der Film ist eine Adaption des Mangas Shamo von Akio Tanaka (Zeichner) und Izō Hashimoto (Story). Hashimoto beteiligte sich auch am Drehbuch des Films.

## Handlung
Ryo Narushima wird in eine Besserungsanstalt eingeliefert, nachdem er verurteilt wurde, seine Eltern ermordet zu haben. Die Mitgefangenen setzen ihm schwer zu und vergewaltigen ihn schon am ersten Tag. Von der Gefängnisverwaltung, die ihn am liebsten tot sähe, kann er keine Hilfe erwarten. Auch seine Schwester Natsumi wendet sich von ihm ab und erklärt, da er Schande über ihre Familie gebracht habe, sei sie nun zur Prostitution gezwungen. Ryo unternimmt einen Selbstmordversuch, der jedoch von dem Karatelehrer Kenji Kurokawa unterbunden wird. Der Mann, der nach einem gescheiterten Mordversuch an Chinas Premierminister zu lebenslanger Haft verurteilt wurde, bringt ihm Karate bei, und schon nach kurzer Zeit wird Ryo sein bester Schüler. Allerdings wird Kurokawa von Kensuke Mochizuk, dem Chef der Besserungsanstalt, angeheuert, um Ryo zu töten. Ryo überlebt aber den Kampf und wird nach zwei Jahren entlassen.
Ryo arbeitet in der Freiheit als Gigolo und sucht seine Schwester Natsumi, die mittlerweile als Prostituierte arbeitet. So lernt er eine andere Prostituierte kennen, mit der er sich anfreundet. Er gerät in den Konflikt zwischen zwei Karateschulen und schließt sich schließlich Kensuke Mochizuk an, der ihn vor Kameras gegen seinen besten Kämpfer, einen thailändischen Kickboxer, antreten lässt. Der Fernsehauftritt endet, als Ryo versehentlich das Auge seines Gegners mit einem Fußtritt trifft. Der nun einäugige Kämpfer muss seine Karriere beenden, und Ryo wird für immer vom Kampfsport ausgeschlossen.
Ryo lässt sich jedoch nicht beirren und versucht weiterhin eine Karriere im Kampfsport zu finden. Er versucht den Champion Sugawara Naoto herauszufordern. Zu diesem Zweck täuscht er eine Vergewaltigung von Sugawaras Freundin vor, um den Kämpfer so aus der Reserve zu locken. Mit der Hilfe seines alten Trainers Kenji Kurokawa und Steroiden bereitet er sich auf den Kampf vor. In einem letzten Test lässt sich der todkranke Kenji von seinem Schüler umbringen. Im Krankenhaus, wo Ryo versucht Steroide zu stehlen, trifft er seine Schwester wieder, die mit einer Überdosis eingeliefert wurde. Die beiden schließen wieder Frieden.
Der Kampf gegen Sugawara endet mit einem K. o. von Ryo. In Rückblenden wird deutlich, dass Natsumi die Eltern getötet hat und Ryo nur die Strafe auf sich genommen hat, um seine Schwester zu schützen. Als Sugawara als Sieger verkündet wird, steht Ryo wieder auf.

## Hintergrund
Der Film basiert auf den Bänden 1 und 2 des Mangas Shamo. Der Filmtitel und gleichzeitig Spitzname des Protagonisten ist der Name einer siamesischen Kampfhuhnrasse. Der von Johnnie To produzierte und von Media Asia finanzierte Film weicht an ein paar Stellen von der Vorlage ab. So rächt sich Ryo in der Vorlage beispielsweise für die Vergewaltigung, indem er einem der Täter den Penis abbeißt.
Die Kampfszenen wurden von den Studios Art Port Inc. und Same Way Production Limited im Ong-Bak-Stil choreografiert und sind sehr schnell und hart geschnitten.
I-On New Media veröffentlichte eine ungeschnittene, deutsche DVD-Fassung am 26. Februar 2010.

## Kritik
Nach Dog Bite Dog, dem kontroversen Debütfilm von  Cheang Pou-Soi waren die Erwartungen an Shamo – The Ultimate Fighter sehr hoch, insbesondere da die Vorlage ein sehr populärer Manga der Seinen-Gattung war. Nach Meinung der meisten Kritiker konnte er jedoch der Vorlage nicht gerecht werden.

„Es ist interessant, dass trotz der Kampfthematik die "Martial Arts"-Einlagen nicht wirklich begeistern können. Zu repetitiv und einfach choreographiert sind diese, wobei auch anzumerken ist, dass sie keinem Spannungsbogen als Werkzeug dienen. Sowieso fragt man sich oftmals, was dann das alles soll? Man fühlt sich von "Shamo" oft entfremdet und wie in eine abstrakte Comicwelt geworfen, in der eigentlich nichts einen Sinn ergibt.“